# Il richiamo della foresta (film 1923)
Il richiamo della foresta è un film muto in bianco e nero, girato nel 1923 da Fred Jackman.

## Produzione
La sceneggiatura è di Fred Jackman ed è tratta dal romanzo di Jack London Il richiamo della foresta. Il cast è composto da Jack Mulhall nella parte di John Thornton e Walter Long nella parte di Haging. La pellicola è stata prodotta da Hal Roach, mentre la fotografia è di Floyd Jackman.